# Functiecompositie

Functiecompositie van de functies en, bijvoorbeeld is

In de wiskunde is functiecompositie, of samenstelling, de constructie van een nieuwe functie uit twee of meer functies, door het na elkaar uitvoeren daarvan. Een tweede of volgende functie wordt toegepast op het resultaat, op het beeld van de voorgaande functie. Het resultaat van de samenstelling van de functies {\displaystyle f} en {\displaystyle g} noemt men een samengestelde functie, genoteerd als {\displaystyle g\circ f}, dus:
{\displaystyle (g\circ f)(x)=g(f(x))}
Dit is in de figuur in beeld gebracht. Daarin is te zien dat de functie {\displaystyle f} bijvoorbeeld aan het origineel 3 het beeld {\displaystyle f(3)=1} toevoegt. {\displaystyle g} beeldt 1 af op 2. Dat geeft samen dat 2 het beeld van 3 onder de samenstelling {\displaystyle g\circ f} is:
{\displaystyle (g\circ f)(2)=g(f(2))=g(1)=3}

## Definitie
De samenstelling van de twee functies {\displaystyle f:X\to Y} en {\displaystyle g:Y\to Z}, genoteerd als {\displaystyle g\circ f:X\to Z}, is voor {\displaystyle x\in X} gedefinieerd door:
{\displaystyle (g\circ f)(x)=g(f(x))}.
De notatie {\displaystyle g\circ f} laat zich lezen als {\displaystyle f} gevolgd door {\displaystyle g}, maar ook als {\displaystyle g} na {\displaystyle f}. De uitspraak volgt dus niet altijd de schrijfwijze maar verteld de volgorde waarin de bewerkingen worden gedaan. De Engelse uitspraak "{\displaystyle g} circle {\displaystyle f}" ("{\displaystyle g} om {\displaystyle f}") geeft de schrijfwijze en bewerkingsvolgorde beter weer. Merk op dat men soms {\displaystyle g\circ f(x)} schrijft voor {\displaystyle (g\circ f)(x)}.

## Eigenschappen

### Associativiteit
De functiecompositie is associatief, dat wil zeggen dat voor de functies {\displaystyle f,g} en {\displaystyle h} geldt dat:
{\displaystyle (h\circ g)\circ f=h\circ (g\circ f)},
aangezien
{\displaystyle ((h\circ g)\circ f)(x)=(h\circ g)(f(x))=h(g(f(x)))}
en
{\displaystyle (h\circ (g\circ f))(x)=h((g\circ f)(x))=h(g(f(x)))}

### Commutativiteit
De volgorde van de functies is uiteraard van belang, zodat functiecompositie in het algemeen niet commutatief is. Voor de functies {\displaystyle f:\mathbb {R} \to \mathbb {R} } en {\displaystyle g:\mathbb {R} \to \mathbb {R} } met
{\displaystyle f(x)=x^{2}} en {\displaystyle g(x)=x+1}
geldt bijvoorbeeld: 
{\displaystyle (f\circ g)(x)=f(x+1)=(x+1)^{2}=x^{2}+2x+1}
en
{\displaystyle (g\circ f)(x)=g(x^{2})=x^{2}+1}

### Identieke afbeeldingen
De identieke afbeelding gedraagt zich bij functiecompositie neutraal, voor een functie {\displaystyle f:A\to B} geldt dat
{\displaystyle f\circ I_{A}=f=I_{B}\circ f},
waar {\displaystyle I_{A}} en {\displaystyle I_{B}} de identieke afbeeldingen zijn op de verzamelingen {\displaystyle A} en {\displaystyle B}.

### Relaties
De functiecompositie definieert een samengestelde relatie.
Belangrijke kenmerken die een functie {\displaystyle f} bezitten kan, zijn 
- injectiviteit – {\displaystyle f} beeldt niet meer dan een element uit {\displaystyle A} op een bepaald element uit {\displaystyle B} af.
- surjectiviteit – {\displaystyle f} beeldt ten minste een element uit {\displaystyle A} op een bepaald element uit {\displaystyle B} af.
- bijectiviteit – {\displaystyle f} beeldt precies een element van {\displaystyle A} op een bepaald element uit {\displaystyle B} af.

Ieder van deze eigenschappen is ook van toepassing op de samengestelde functie, daarom is: 
- de functiecompositie van injectieve functies weer injectief,
- de functiecompositie van surjectieve functies weer surjectief en
- de functiecompositie van bijectieve functies is weer bijectief.

Omgekeerd geldt: als een functiecompositie {\displaystyle g\circ f}
- injectief is, dan is {\displaystyle f} injectief.
- surjectief is, dan is {\displaystyle g} surjectief,
- bijectief is, dan is {\displaystyle f} injectief en {\displaystyle g} surjectief.

## Voorbeelden
- Het is duidelijk hoe de samenstelling {\displaystyle h\circ g} van twee polynomen {\displaystyle g} en {\displaystyle h} moet worden uitgerekend, maar het is ingewikkelder gegeven een polynoom {\displaystyle f} te berekenen dat {\displaystyle f} als de samenstelling van andere polynomen kan worden geschreven.[1]

{\displaystyle f(x)=h(g(x))\ \ \Leftrightarrow \ \ f(x)-f(y)\ \ {\text{mod}}\ \ g(x)-g(y)\ =\ 0}